# والدمارپیلس
والدمارپیلس (به آلمانی: Saßmacken)  در لتونی با جمعیت ۲٬۷۵۷ نفر است که در talsi district واقع شده‌است.

## نگارخانه

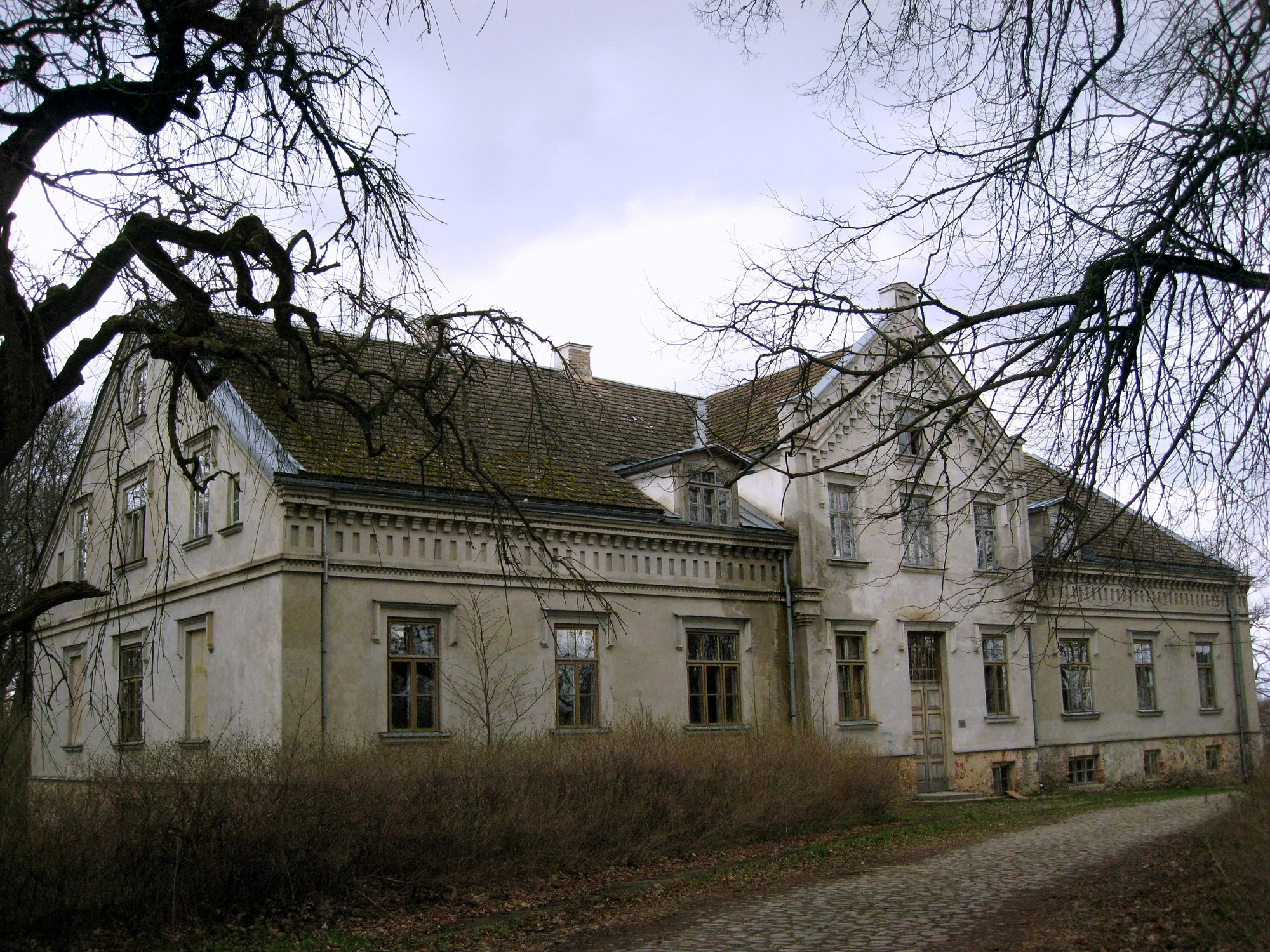
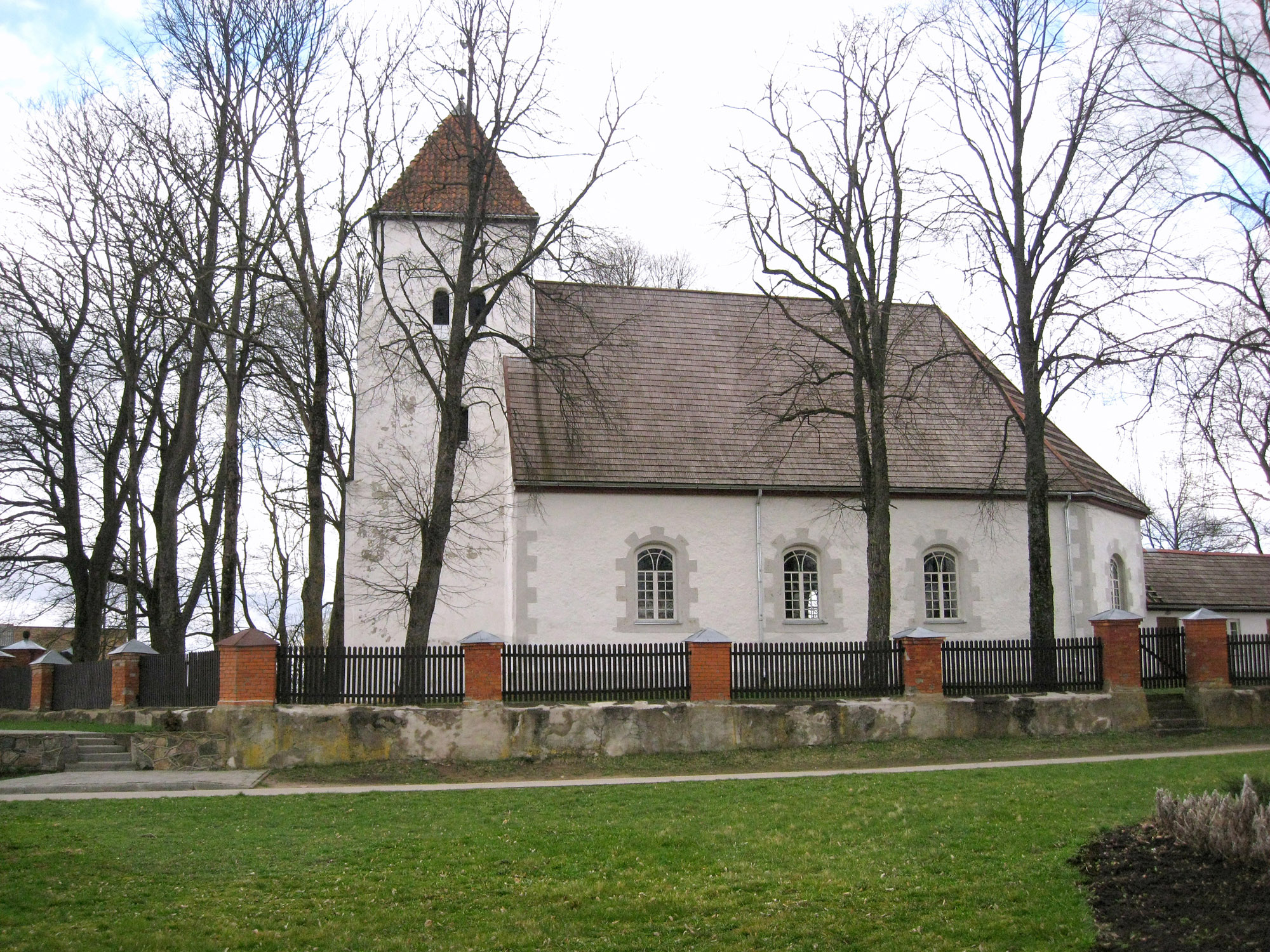
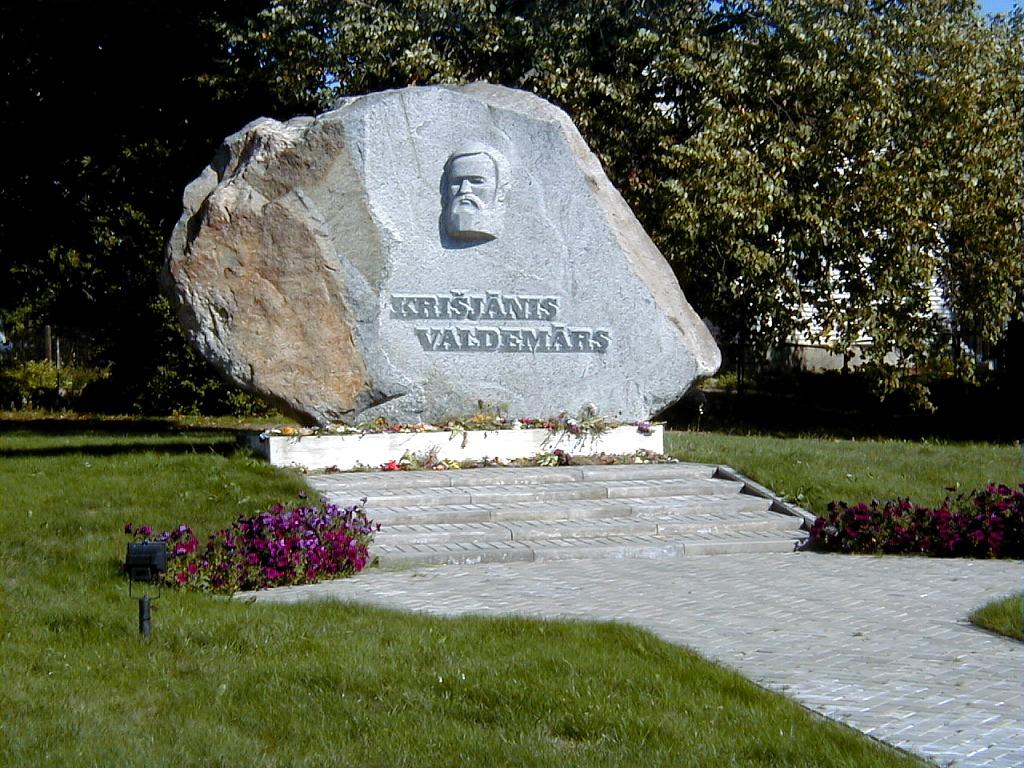
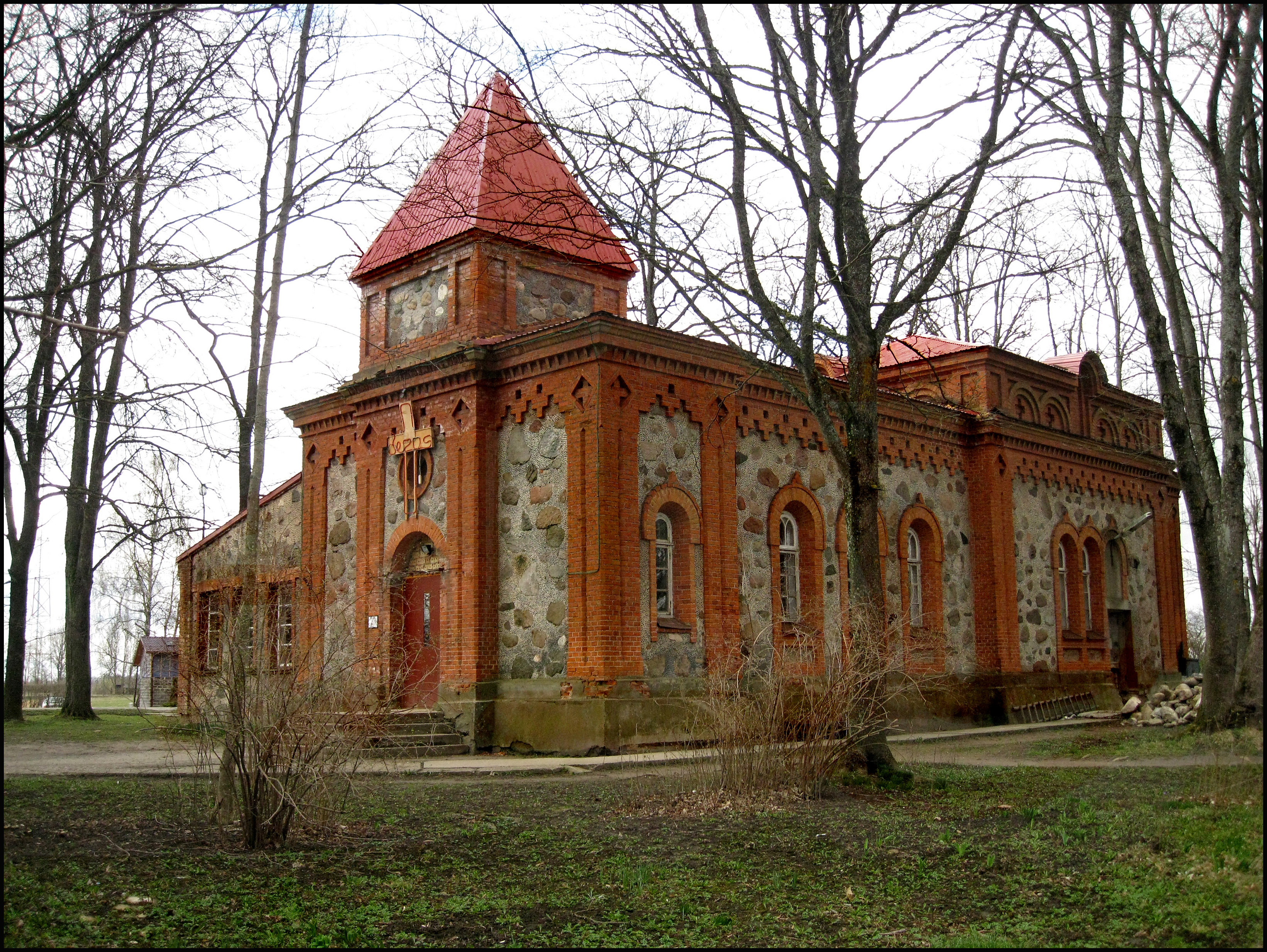